# Campionati europei giovanili di nuoto 2009
I XXXVI Campionati europei giovanili di nuoto e tuffi si sono disputati tra il 1º e il 12 luglio 2009 nelle sedi di Praga per il nuoto e di Budapest per i tuffi.
Hanno partecipato alla manifestazione le federazioni iscritte alla LEN; questi i criteri di selezione:
- Le nuotatrici di 15 e 16 anni (1993 e 1994) e i nuotatori di 17 e 18 (1991 e 1992)
- Le tuffatrici e i tuffatori di 16, 17 e 18 anni (1991, 1992 e 1993) per la categoria "A"; Le ragazze e i ragazzi di 14 e 15 anni (1994 e 1995) per la categoria "B".

## Podi
REJ = record europeo juniores

### Uomini
| Evento               | Oro                                                                              | Tempo       | Argento                                                               | Tempo    | Bronzo                                                                    | Tempo    |
| Stile libero         |                                                                                  |             |                                                                       |          |                                                                           |          |
| 50 m                 | Dominik Kozma                                                                    | 22"33       | Fabio Gimondi                                                         | 22"61    | Erik van Dooren                                                           | 22"65    |
| 100 m                | Danila Izotov                                                                    | 48"48 REJ   | Francesco Donin                                                       | 48"80    | Luca Leonardi                                                             | 48"83    |
| 200 m                | Yannick Agnel                                                                    | 1'47"02 REJ | Danila Izotov                                                         | 1'47"77  | Artem Lobuzov                                                             | 1'49"18  |
| 400 m                | Yannick Agnel                                                                    | 3'48"17 REJ | Péter Bernek                                                          | 3'50"53  | Adrián Mantas Mota                                                        | 3'52"12  |
| 800 m                | Alessandro Cuoghi                                                                | 8'01"87     | Martin Grodzki                                                        | 8'02"42  | Balázs Zámbó                                                              | 8'04"34  |
| 1500 m               | Gergely Gyurta                                                                   | 15'14"39    | Alessandro Cuoghi                                                     | 15'20"52 | Adrián Mantas Mota                                                        | 15'24"32 |
| Dorso                |                                                                                  |             |                                                                       |          |                                                                           |          |
| 50 m                 | Marco Fanti Rovetta                                                              | 25"49 REJ   | Ádám Szilágyi                                                         | 25"75    | Stefano Mauro Pizzamiglio                                                 | 25"77    |
| 100 m                | Marco Fanti Rovetta                                                              | 55"55       | Ádám Szilágyi                                                         | 55"64    | Stefano Mauro Pizzamiglio                                                 | 55"82    |
| 200 m                | Radosław Kawęcki                                                                 | 1'56"65 REJ | Péter Bernek                                                          | 1'58"98  | Michele Malerba                                                           | 2'00"69  |
| Rana                 |                                                                                  |             |                                                                       |          |                                                                           |          |
| 50 m                 | Aleksandr Triznov                                                                | 27"34 REJ   | Andrea Toniato                                                        | 28"03    | Petr Bartunek                                                             | 28"30    |
| 100 m                | Andrea Toniato                                                                   | 1'00"97 REJ | Aleksandr Triznov                                                     | 1'01"63  | Maksim Shcherbakov                                                        | 1'01"70  |
| 200 m                | Christian vom Lehm                                                               | 2'11"07     | Maxim Shcherbakov                                                     | 2'12"83  | Dimitrios Koulouris                                                       | 2'14"68  |
| Farfalla             |                                                                                  |             |                                                                       |          |                                                                           |          |
| 50 m                 | Andrij Hovorov                                                                   | 23"66 REJ   | Tommaso Romani                                                        | 24"15    | Fotios Koliopoulos                                                        | 24"36    |
| 100 m                | Marcin Cieślak                                                                   | 53"00       | Bence Pulai                                                           | 53"02    | Philip Heintz                                                             | 53"46    |
| 200 m                | Marcin Cieślak                                                                   | 1'56"13 REJ | Nimrod Hayet                                                          | 1'57"97  | Zsombor Szána                                                             | 1'58"76  |
| Misti                |                                                                                  |             |                                                                       |          |                                                                           |          |
| 200 m                | Raphaël Stacchiotti                                                              | 2'02"56     | Dominik Kozma                                                         | 2'04"05  | Morten Ahme                                                               | 2'04"29  |
| 400 m                | Roberto Pavoni                                                                   | 4'17"27     | Gergely Gyurta                                                        | 4'18"62  | Zsombor Szána                                                             | 4'19"43  |
| Staffette            |                                                                                  |             |                                                                       |          |                                                                           |          |
| 4x100 m stile libero | ItaliaFrancesco Donin Luca Leonardi Fabio Gimondi Stefano Mauro Pizzamiglio      | 3'16"58 REJ | FranciaAntton Haramboure Yannick Agnel Lorys Bourelly Romain Magula   | 3'20"08  | GermaniaJoel Ax Sõren Barthel Philip Heintz Rico Stõckmann                | 3'22"39  |
| 4x200 m stile libero | FranciaAntton Haramboure Thibault Bayrac Lorys Bourelly Yannick Agnel            | 7'21"15     | RussiaArtem Lobuzov Vitaly Syrnikov Aleksnadr Shumaylov Danila Izotov | 7'21"24  | ItaliaFrancesco Donin Mihai Florin Pantir Alessandro Cuoghi Luca Leonardi | 7'22"76  |
| 4x100 m misti        | ItaliaMarco Fanti Rovetta Andrea Toniato Stefano Mauro Pizzamiglio Luca Leonardi | 3'38"28 REJ | RussiaDmitry Gorbunov Aleksandr Triznov Sergej Ivanov Danila Izotov   | 3'40"53  | UngheriaÁdám Szilágyi Dominik Kozma Bence Pulai Péter Bernek              | 3'41"06  |

### Donne
| Evento               | Oro                                                                      | Tempo       | Argento                                                                 | Tempo    | Bronzo                                                                                      | Tempo    |
| Stile libero         |                                                                          |             |                                                                         |          |                                                                                             |          |
| 50 m                 | Silke Lippok                                                             | 25"44       | Silvia Di Pietro                                                        | 25"59    | Anna Santamans                                                                              | 25"93    |
| 100 m                | Silke Lippok                                                             | 55"02 REJ   | Silvia Di Pietro                                                        | 55"58    | Camille Radou                                                                               | 55"87    |
| 200 m                | Camille Radou                                                            | 1'59"19 REJ | Silke Lippok                                                            | 2'00"06  | Sharon van Rouwendaal                                                                       | 2'00"59  |
| 400 m                | Sharon van Rouwendaal                                                    | 4'12"35     | Stefania Pirozzi                                                        | 4'13"01  | Ann Morris                                                                                  | 4'14"09  |
| 800 m                | Grainne Murphy                                                           | 8'36"63     | Tjaša Oder                                                              | 8'38"26  | Claudia Dasca Romeu                                                                         | 8'40"02  |
| 1500 m               | Tjaša Oder                                                               | 16'25"57    | Claudia Dasca Romeu                                                     | 16'31"58 | Grainne Murphy                                                                              | 16'35"93 |
| Dorso                |                                                                          |             |                                                                         |          |                                                                                             |          |
| 50 m                 | Mariya Tereschenko                                                       | 29"06 REJ   | Daryna Zevina                                                           | 29"17    | Klaudia Nazieblo                                                                            | 29"34    |
| 100 m                | Daryna Zevina                                                            | 1'01"49     | Sarah Sjöström                                                          | 1'02"91  | Klaudia Nazieblo                                                                            | 1'02"93  |
| 200 m                | Daryna Zevina                                                            | 2'10"08 REJ | Klaudia Nazieblo                                                        | 2'13"08  | Dörte Baumert                                                                               | 2'13"40  |
| Rana                 |                                                                          |             |                                                                         |          |                                                                                             |          |
| 50 m                 | Ilaria Scarcella                                                         | 31"71       | Vanessa Grimberg                                                        | 31"87    | Paulina Zachoszcz                                                                           | 31"89    |
| 100 m                | Ilaria Scarcella                                                         | 1'07"49 REJ | Marina Garcia Urzainqui                                                 | 1:07"63  | Maria Michalaka Paulina Zachoszcz                                                           | 1'09"19  |
| 200 m                | Ilaria Scarcella                                                         | 2'25"02     | Marina Garcia Urzainqui                                                 | 2'25"05  | Olga Detenyuk                                                                               | 2'26"76  |
| Farfalla             |                                                                          |             |                                                                         |          |                                                                                             |          |
| 50 m                 | Silvia Di Pietro                                                         | 26"33 REJ   | Lena Kalla                                                              | 26"74    | Anna Schoholeva                                                                             | 27"10    |
| 100 m                | Lena Kalla                                                               | 58"76 REJ   | Beatrice Fassone                                                        | 59"25    | Silvia Di Pietro                                                                            | 59"44    |
| 200 m                | Mirela Olczak                                                            | 2'09"32     | Boglárka Kapás                                                          | 2'09"84  | Denise Riccobono                                                                            | 2'10"31  |
| Misti                |                                                                          |             |                                                                         |          |                                                                                             |          |
| 200 m                | Grainne Murphy                                                           | 2'14"22     | Aimee Willmott                                                          | 2'15"89  | Stefania Pirozzi                                                                            | 2'16"11  |
| 400 m                | Grainne Murphy                                                           | 4'40"88     | Aimee Willmott                                                          | 4'44"81  | Stefania Pirozzi                                                                            | 4'45"37  |
| Staffette            |                                                                          |             |                                                                         |          |                                                                                             |          |
| 4x100 m stile libero | GermaniaJulika Niegisch Juliane Reinhold Lina Rathsack Silke Lippok      | 3'45"27 REJ | ItaliaChiara Masini Luccetti Alice Mizzau Giada Galizi Silvia Di Pietro | 3'46"57  | SveziaLovisa Ericsson Henrietta Stenqvist Michelle Coleman Josefin Lindkvist                | 3'47"30  |
| 4x200 m stile libero | Gran BretagnaDanielle Stirrat Eleanor Faulkner Emma Graham Anne Bochmann | 8'08"31 REJ | GermaniaKatharina David Juliane Reinhold Sandra Koch Silke Lippok       | 8'10"47  | SveziaLovisa Ericsson Henrietta Stenqvist Michelle Coleman Sarah Sjöström                   | 8'10"57  |
| 4x100 m misti        | GermaniaDörte Baumert Vanessa Grimberg Lena Kalla Silke Lippok           | 4'05"59 REJ | ItaliaRachele Qualla Ilaria Scarcella Beatrice Fassone Silvia Di Pietro | 4:08"03  | SpagnaEva Plaza Ortega Marina Garcia Urzainqui Aida Marti Arasa Anna Judit Ignacio Sorribes | 4'10"49  |

### Tuffi
| Evento                         | Oro                               | Punti  | Argento                                | Punti  | Bronzo                                  | Punti  |
| Uomini - categoria "A"         |                                   |        |                                        |        |                                         |        |
| trampolino 1 m                 | Oleksandr Horškovozov             | 541,05 | Andrzej Rzeszutek                      | 532,30 | Il'ja Zacharov                          | 529,10 |
| trampolino 3 m                 | Il'ja Zacharov                    | 569,70 | Mikhail Mayorov                        | 537,20 | Oleksandr Bondar                        | 535,95 |
| piattaforma                    | Il'ja Zacharov                    | 628,15 | Viktor Minibaev                        | 600,75 | Oleksandr Bondar                        | 555,00 |
| sincro 3 m categorie "A" e "B" | Viktor Minibaev Il'ja Zacharov    | 329,22 | Oleksandr Bondar Oleksandr Horškovozov | 300,63 | Benedikt Donay Oliver Homuth            | 282,00 |
| Ragazzi - categoria "B"        |                                   |        |                                        |        |                                         |        |
| trampolino 1 m                 | Giovanni Tocci                    | 408,10 | Mykyta Tkachov                         | 405,75 | Andrea Chiarabini                       | 389,50 |
| trampolino 3 m                 | Mykyta Tkachov                    | 459,35 | Andrea Chiarabini                      | 436,75 | Jack Haslam                             | 436,25 |
| piattaforma                    | Andrea Chiarabini                 | 466,10 | Maksim Popkov                          | 443,90 | Sergey Nechaev                          | 422,45 |
| Donne - categoria "A"          |                                   |        |                                        |        |                                         |        |
| trampolino 1 m                 | Maria Smirnova                    | 398,45 | Natalia Zamyatina                      | 392,20 | Marion Farissier                        | 383,70 |
| trampolino 3 m                 | Anna Pysmenska                    | 433,25 | Flóra Gondos                           | 390,85 | Linnea Berglund                         | 390,60 |
| piattaforma                    | Olga Vintonyak                    | 395,75 | Tatiana Perunina                       | 384,65 | Julia Stoòòe                            | 374,50 |
| sincro 3 m categorie "A" e "B" | Natalia Zamyatina Diana Chaplieva | 284,94 | Hannah Starling Saffron Sutcliffe      | 255,09 | Maria Papadimitraki Kyriaki Michailidou | 253,98 |
| Ragazze - categoria "B"        |                                   |        |                                        |        |                                         |        |
| trampolino 1 m                 | Evgenia Selezneva                 | 346,55 | Elena Bertocchi                        | 346,05 | Kristina Eliseeva                       | 327,10 |
| trampolino 3 m                 | Elena Bertocchi                   | 392,15 | Anastasia Nedobiga                     | 377,60 | Taisia Cherednichenko                   | 359,90 |
| piattaforma                    | Kieu Duong                        | 345,00 | Mara Aiacoboae                         | 328,50 | Daria Govor                             | 322,20 |

## Medagliere
- Nuoto

| Posizione | Paese         | Oro | Argento | Bronzo | Totale |
| --------- | ------------- | --- | ------- | ------ | ------ |
| 1         | Italia        | 10  | 11      | 9      | 30     |
| 2         | Germania      | 6   | 5       | 4      | 15     |
| 3         | Polonia       | 4   | 1       | 4      | 9      |
| 4         | Francia       | 4   | 1       | 2      | 7      |
| 5         | Ucraina       | 4   | 1       | 0      | 5      |
| 6         | Irlanda       | 3   | 0       | 1      | 4      |
| 7         | Ungheria      | 2   | 8       | 4      | 14     |
| 8         | Russia        | 2   | 5       | 3      | 10     |
| 9         | Gran Bretagna | 2   | 2       | 1      | 5      |
| 10        | Slovenia      | 1   | 1       | 0      | 2      |
| 11        | Paesi Bassi   | 1   | 0       | 1      | 2      |
| 12        | Lussemburgo   | 1   | 0       | 0      | 1      |
| 13        | Spagna        | 0   | 3       | 4      | 7      |
| 14        | Svezia        | 0   | 1       | 2      | 3      |
| 15        | Israele       | 0   | 1       | 0      | 1      |
| 16        | Grecia        | 0   | 0       | 3      | 3      |
| 17=       | Rep. Ceca     | 0   | 0       | 1      | 1      |
| 17=       | Cipro         | 0   | 0       | 1      | 1      |
| 17=       | Svizzera      | 0   | 0       | 1      | 1      |
| Totale    |               | 40  | 40      | 41     | 121    |

- Tuffi

| Posizione | Paese       | Oro | Argento | Bronzo | Totale |
| --------- | ----------- | --- | ------- | ------ | ------ |
| 1         | Russia      | 7   | 5       | 4      | 16     |
| 2         | Ucraina     | 3   | 3       | 3      | 9      |
| 3         | Italia      | 3   | 2       | 1      | 6      |
| 4         | Germania    | 1   | 0       | 2      | 3      |
| 5         | Regno Unito | 0   | 1       | 1      | 2      |
| 6=        | Romania     | 0   | 1       | 0      | 1      |
| 6=        | Polonia     | 0   | 1       | 0      | 1      |
| 6=        | Ungheria    | 0   | 1       | 0      | 1      |
| 9=        | Francia     | 0   | 0       | 1      | 1      |
| 9=        | Svezia      | 0   | 0       | 1      | 1      |
| 9=        | Grecia      | 0   | 0       | 1      | 1      |
| Totale    |             | 14  | 14      | 14     | 42     |